# Hjalmar Carl Nygaard

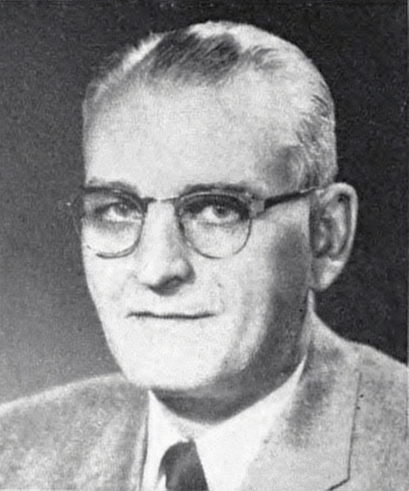
Hjalmar Carl Nygaard (1961)

Hjalmar Carl Nygaard (* 24. März 1906 bei Sharon, Steele County, North Dakota; † 18. Juli 1963 in Washington, D.C.) war ein US-amerikanischer Politiker. Zwischen 1961 und 1963 vertrat er den zweiten Wahlbezirk des Bundesstaats North Dakota im US-Repräsentantenhaus.

## Frühe Jahre
Hjalmar Nygaard besuchte die öffentlichen Schulen seiner Heimat, das Maryville State Teacher College und die University of North Dakota. Zwischen 1932 und 1935 war er in seiner Heimat als Lehrer tätig. Von 1936 bis 1944 arbeitete er in Sharon im Lebensmittelhandel. Danach war er bis 1960 in Enderlin im Eisenwarenhandel engagiert.

## Politische Laufbahn
Nygaard war Mitglied der Republikanischen Partei. In Sharon war er Bürgermeister und Mitglied des Schulrats. Zwischen 1949 und 1960 war er Abgeordneter im Repräsentantenhaus von North Dakota. Im Jahr 1959 war er Präsident des Hauses und amtierte zeitweise als Fraktionsleiter der Republikaner. Bei den Kongresswahlen des Jahres 1960 wurde Nygaard für den zweiten Wahlbezirk seines Heimatstaates in das US-Repräsentantenhaus gewählt. Dort löste er am 3. Januar 1961 Quentin N. Burdick ab. In den Wahlen des Jahres 1962 tauschte er mit Don L. Short den Wahlkreis: Nygaard wurde im ersten Wahlbezirk in den Kongress gewählt, ein Mandat, das zuvor Short innehatte. Dieser wurde im zweiten Wahlkreis der Nachfolger von Nygaard. Hjalmar Nygaard konnte sein neues Mandat aber nicht sehr lange ausüben: Er starb bereits im Juli 1963. Im Kongress war er Mitglied der National Monument Commission.